# Campeonato Europeo de Patinaje de Velocidad sobre Hielo de 2023
El CXIV Campeonato Europeo de Patinaje de Velocidad sobre Hielo se celebró en Hamar (Noruega) del 6 al 8 de enero de 2023 bajo la organización de la Unión Internacional de Patinaje sobre Hielo (ISU) y la Federación Noruega de Patinaje sobre Hielo.
Las competiciones se realizaron en el Pabellón Olímpico de la ciudad noruega.
Los patinadores de Rusia y Bielorrusia fueron excluidos de este campeonato debido a la invasión rusa de Ucrania.

## Resultados

### Masculino
| Evento                      | Oro                                         | Plata                                  | Bronce                               |
| --------------------------- | ------------------------------------------- | -------------------------------------- | ------------------------------------ |
| 500 m (07.01)               | Patrick Roest · Países Bajos · 36,45 s      | Peder Kongshaug · Noruega · 36,55 s    | Sander Eitrem · Noruega · 36,94 s    |
| 1500 m (08.01)              | Sander Eitrem · Noruega · 1:44,44           | Patrick Roest · Países Bajos · 1:45,83 | Peder Kongshaug · Noruega · 1:46,01  |
| 5000 m (07.01)              | Sander Eitrem · Noruega · 6:12,15           | Patrick Roest · Países Bajos · 6:13,31 | Davide Ghiotto · Italia · 6:16,85    |
| 10 000 m (08.01)            | Patrick Roest · Países Bajos · 12:58,09     | Davide Ghiotto · Italia · 13:00,09     | Sander Eitrem · Noruega · 13:04,24   |
| Clasificación total (08.01) | Patrick Roest · Países Bajos · 147,961 pts. | Sander Eitrem · Noruega · 148,180 pts. | Bart Swings · Bélgica · 150,567 pts. |

### Femenino
| Evento                      | Oro                                              | Plata                                       | Bronce                                           |
| --------------------------- | ------------------------------------------------ | ------------------------------------------- | ------------------------------------------------ |
| 500 m (07.01)               | Antoinette de Jong · Países Bajos · 38,55 s      | Marijke Groenewoud · Países Bajos · 39,03 s | Robin Groot · Países Bajos · 39,72 s             |
| 1500 m (08.01)              | Antoinette de Jong · Países Bajos · 1:55,39      | Marijke Groenewoud · Países Bajos · 1:55,66 | Ragne Wiklund · Noruega · 1:56,29                |
| 3000 m (07.01)              | Ragne Wiklund · Noruega · 3:59,92                | Antoinette de Jong · Países Bajos · 4:01,40 | Marijke Groenewoud · Países Bajos · 4:04,18      |
| 5000 m (08.01)              | Ragne Wiklund · Noruega · 6:57,19                | Marijke Groenewoud · Países Bajos · 7:02,27 | Antoinette de Jong · Países Bajos · 7:05,23      |
| Clasificación total (08.01) | Antoinette de Jong · Países Bajos · 159,769 pts. | Ragne Wiklund · Noruega · 160,228 pts.      | Marijke Groenewoud · Países Bajos · 160,506 pts. |

## Medallero
- Solo se otorgan medallas en la clasificación general.

| Núm. | País         | Oro | Plata | Bronce | Total |
| ---- | ------------ | --- | ----- | ------ | ----- |
| 1    | Países Bajos | 2   | 0     | 1      | 3     |
| 2    | Noruega      | 0   | 2     | 0      | 2     |
| 3    | Bélgica      | 0   | 0     | 1      | 1     |
|      | TOTAL        | 2   | 2     | 2      | 6     |